# Aricia (Romeinen)
Aricia (huidige Ariccia), in de Albaanse Heuvels is beroemd geworden door de cultus van Diana Nemorensis en
door James Frazer beroemd gemaakt in zijn boek The Golden Bough. A Study in Magic and Religion. In een heilig bos, in de buurt
van Aricia, woonde een priester van Diana, die Rex Nemorensis, de koning van het woud, werd
genoemd. Alleen een ontvluchte slaaf kon deze functie bekleden en de enige mogelijkheid deze over te nemen was een tak van de heilige boom te plukken (Frazer vermoedde dat het hier om maretak ging) en vervolgens de huidige Rex Nemorensis te doden. De theorie van Frazer is intussen achterhaald en men is van mening dat het gaat om een prehistorisch gebruik.
Caligula nam in later tijd een loopje met deze gewoonte, door een krachtige slaaf in te huren, toen de
oude priester al jaren zijn ambt bekleedde (Suetonius, Calig. 35.).